# ترزای دزد (فیلم)
ترزای دزد (ایتالیایی: Riz la ladra) فیلمی در ژانر کمدی به کارگردانی کارلو دی پالما است.

## بازیگران
- مونیکا ویتی
- استفانو ساتا فلورس
- میکله پلاچیدو
- کارلو دله پیانه
- لوچانا تورینا
- ایزا دنیلی
- فیورنتزو فیورنتینی
- آنا بونایووتو
- ادا فرونائو
- فرانکو دیوجنه
- آرماندو برانچا
- رزیتا توروس